# Kiss Tour
Kiss Tour bylo turné americké rockové skupiny Kiss na podporu prvního alba.

## Seznam písní
1. Deuce
2. Strutter
3. She
4. Firehouse
5. Nothin' to Lose
6. Cold Gin
7. Kissin' Time
8. Let Me Know
9. Acrobat (Love Theme from Kiss)
10. Gene Simmons sólo na baskytaru
11. 100,000 Years a Peter Criss bubenické sólo
12. Black Diamond
13. Let Me Go, Rock 'n' Roll (Přídavek)

## Turné v datech
| Datum             | Město           | Stát                   | Místo konání                                           |
| ----------------- | --------------- | ---------------------- | ------------------------------------------------------ |
| 26. ledna 1974    | New York        | Spojené státy americké | Academy of Music                                       |
| 5. února 1974     | Edmonton        | Kanada                 | Dinwoodie Lounge                                       |
| 6. února 1974     | Calgary         | Kanada                 | SAIT Gymnasium                                         |
| 8. února 1974     | Winnipeg        | Kanada                 | University of Manitoba                                 |
| 17. února 1974    | Long Beach      | Spojené státy americké | Long Beach Arena                                       |
| 18. února 1974    | Los Angeles     | Spojené státy americké | Century Plaza Hotel                                    |
| 21. února 1974    | Los Angeles     | Spojené státy americké | Aquarius Theater                                       |
| 22. března 1974   | Devon           | Spojené státy americké | Valley Forge Music Fair                                |
| 23. března 1974   | New York        | Spojené státy americké | Academy of Music                                       |
| 24. března 1974   | Owings Mills    | Spojené státy americké | Painter's Mill Music Fair                              |
| 25. března 1974   | Washington, DC  | Spojené státy americké | The Bayou                                              |
| 29. března 1974   | Asbury Park     | Spojené státy americké | Sunshine In Concert Hall                               |
| 31. března 1974   | St. Louis       | Spojené státy americké | Forest Park                                            |
| 1. dubna 1974     | Cleveland       | Spojené státy americké | Agora Ballroom                                         |
| 3. dubna 1974     | Columbus        | Spojené státy americké | The Agora                                              |
| 4. dubna 1974     | Hartland        | Spojené státy americké | Nordic Arena                                           |
| 7. dubna 1974     | Detroit         | Spojené státy americké | Michigan Palace                                        |
| 8. dubna 1974     | Dekalb          | Spojené státy americké | Field House                                            |
| 12. dubna 1974    | Detroit         | Spojené státy americké | Michigan Palace                                        |
| 13. dubna 1974    | Detroit         | Spojené státy americké | Michigan Palace                                        |
| 14. dubna 1974    | Louisville      | Spojené státy americké | Flash's                                                |
| 15. dubna 1974    | Nashville       | Spojené státy americké | Mother's                                               |
| 16. dubna 1974    | Nashville       | Spojené státy americké | Mother's                                               |
| 17. dubna 1974    | Memphis         | Spojené státy americké | Lafayette Music Room                                   |
| 18. dubna 1974    | Memphis         | Spojené státy americké | Lafayette Music Room                                   |
| 19. dubna 1974    | Chicago         | Spojené státy americké | Aragon Ballroom                                        |
| 21. dubna 1974    | Charlotte       | Spojené státy americké | Flash's                                                |
| 27. dubna 1974    | Passaic         | Spojené státy americké | Capitol Theatre                                        |
| 2. května 1974    | Comstock Park   | Spojené státy americké | Thunder Chicken                                        |
| 3. května 1974    | St. Louis       | Spojené státy americké | Ambassador Theater                                     |
| 4. května 1974    | Atlanta         | Spojené státy americké | Georgia Institute of Technology                        |
| 9. května 1974    | Parsippany      | Spojené státy americké | The Joint in the Woods                                 |
| 11. května 1974   | Blue Bell       | Spojené státy americké | MCCC Gym                                               |
| 12. května 1974   | Wyandotte       | Spojené státy americké | Benjamin F. Yack Arena                                 |
| 14. května 1974   | Fraser          | Spojené státy americké | Fraser Hockeyland Arena                                |
| 16. května 1974   | Winnipeg        | Kanada                 | Manitoba Centennial Concert Hall                       |
| 17. května 1974   | Edmonton        | Kanada                 | Kinsmen Fieldhouse                                     |
| 18. května 1974   | Saskatoon       | Kanada                 | Saskatoon Arena                                        |
| 19. května 1974   | Lethbridge      | Kanada                 | Lethbridge Pavilion                                    |
| 20. května 1974   | Calgary         | Kanada                 | Foothills Arena                                        |
| 23. května 1974   | Fresno          | Spojené státy americké | Warnors Theatre                                        |
| 24. května 1974   | Portland        | Spojené státy americké | Paramount Theatre                                      |
| 25. května 1974   | Seattle         | Spojené státy americké | Paramount Theatre                                      |
| 26. května 1974   | Spokane         | Spojené státy americké | Gonzaga University                                     |
| 28. května 1974   | Vancouver       | Kanada                 | The Gardens                                            |
| 30. května 1974   | San Diego       | Spojené státy americké | Sports Arena                                           |
| 31. května 1974   | Long Beach      | Spojené státy americké | Long Beach Auditorium                                  |
| 1. června 1974    | San Francisco   | Spojené státy americké | Winterland Ballroom                                    |
| 3. června 1974    | Anchorage       | Spojené státy americké | Sundowner Drive-In Theater                             |
| 4. června 1974    | Fairbanks       | Spojené státy americké | Baker Field House                                      |
| 6. června 1974    | Salt Lake City  | Spojené státy americké | Terrace Ballroom                                       |
| 7. června 1974    | Ada County      | Spojené státy americké | Expo Idaho                                             |
| 12. června 1974   | Flint           | Spojené státy americké | IMA Sports Arena                                       |
| 14. června 1974   | Cleveland       | Spojené státy americké | Allen Theater                                          |
| 15. června 1974   | Toronto         | Kanada                 | Massey Hall                                            |
| 17. června 1974   | Asbury Park     | Spojené státy americké | Sunshine In                                            |
| 19. června 1974   | Atlanta         | Spojené státy americké | Alex Cooley's Electric Ballroom                        |
| 20. června 1974   | Atlanta         | Spojené státy americké | Alex Cooley's Electric Ballroom                        |
| 21. června 1974   | Atlanta         | Spojené státy americké | Alex Cooley's Electric Ballroom                        |
| 22. června 1974   | Atlanta         | Spojené státy americké | Alex Cooley's Electric Ballroom                        |
| 11. července 1974 | West Palm Beach | Spojené státy americké | West Palm Beach Auditorium                             |
| 12. července 1974 | Orlando         | Spojené státy americké | Jai Alai Fronton                                       |
| 13. července 1974 | Tampa           | Spojené státy americké | Curtis Hixon Hall                                      |
| 14. července 1974 | Birmingham      | Spojené státy americké | Birmingham Municipal Auditorium                        |
| 16. července 1974 | Baton Rouge     | Spojené státy americké | Independence Hall                                      |
| 17. července 1974 | Atlanta         | Spojené státy americké | Alex Cooley's Electric Ballroom                        |
| 18. července 1974 | Atlanta         | Spojené státy americké | Alex Cooley's Electric Ballroom                        |
| 19. července 1974 | Fayetteville    | Spojené státy americké | Cumberland Auditorium                                  |
| 25. července 1974 | London          | Kanada                 | Centennial Hall                                        |
| 3. srpna 1974     | Indianapolis    | Spojené státy americké | Convention Center                                      |
| 4. srpna 1974     | South Bend      | Spojené státy americké | Morris Civic Auditorium                                |
| 13. září 1974     | Kitchener       | Kanada                 | Laurier University                                     |
| 14. září 1974     | Toronto         | Kanada                 | Victory Theater                                        |
| 15. září 1974     | Lock Haven      | Spojené státy americké | Lockhaven Fieldhouse                                   |
| 16. září 1974     | Wilkes-Barre    | Spojené státy americké | Paramount Theater                                      |
| 18. září 1974     | Atlanta         | Spojené státy americké | Electric Ballroom                                      |
| 19. září 1974     | Atlanta         | Spojené státy americké | Electric Ballroom                                      |
| 20. září 1974     | Atlanta         | Spojené státy americké | Electric Ballroom                                      |
| 21. září 1974     | Atlanta         | Spojené státy americké | Electric Ballroom                                      |
| 28. září 1974     | Detroit         | Spojené státy americké | Michigan Palace                                        |
| 29. září 1974     | Evansville      | Spojené státy americké | Evansville Stadium                                     |
| 1. října 1974     | Jacksonville    | Spojené státy americké | Leone Cole Auditorium At Jacksonville State University |
| 3. října 1974     | Nashville       | Spojené státy americké | War Memorial Arena                                     |
| 4. října 1974     | Houston         | Spojené státy americké | Music Hall                                             |